# 1872 en science
| Années de la science : 1869 - 1870 - 1871 - 1872 - 1873 - 1874 - 1875    |
| Décennies de la science : 1840 - 1850 - 1860 - 1870 - 1880 - 1890 - 1900 |

Cet article présente les faits marquants de l'année 1872 en science.

## Événements

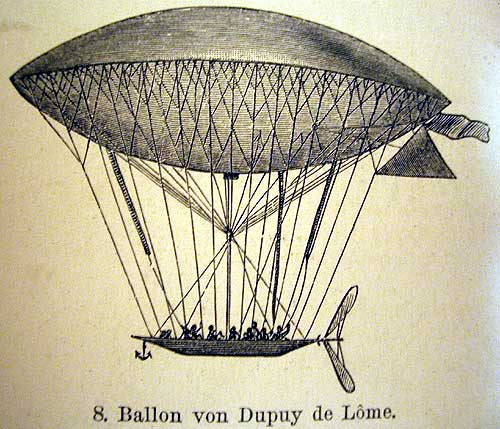
Aérostat dirigeable Dupuy de Lôme.

- 2 février : essai à Vincennes de aérostat à hélice de Dupuy de Lôme[1].

- 1er mars : création du parc national de Yellowstone aux États-Unis, le premier parc national[2].

- 2 avril : le mécanicien américain George Brayton dépose un brevet pour le moteur Brayton, un moteur à combustion interne à pression constante[3].

- 4 mai : le chimiste russe Alexandre Borodine fait part de sa découverte de la réaction d'aldolisation lors d'une réunion de la Société russe de chimie, indépendamment du chimiste français Charles Adolphe Wurtz[4].

- 4 juin : Robert Chesebrough (en) brevète la vaseline (brevet américain 127,568)[5].
- 13 juin : départ de Bremerhaven de l’Expédition austro-hongroise au pôle Nord ; elle découvre la Terre François-Joseph (fin à Vardø le 3 septembre 1874)[6].

- 30 juillet : l’inventeur américain Nelson H. Bundy obtient un brevet pour un radiateur de chauffage central à tube[7].

- 21 décembre : début de l’expédition du Challenger, première grande campagne océanographique mondiale (fin le 24 mai 1876[8].

- Le chimiste allemand Eugen Baumann obtient du polychlorure de vinyle (PVC)[9].

- Le physicien autrichien Ludwig Boltzmann énonce l'équation de Boltzmann qui apporte une base microscopique aux lois régissant la mécanique des fluides et publie son théorème H[10].

## Publications
- Charles Darwin : The Expression of the Emotions in Man and Animals, Londres, John Murray, 1872.O
- Richard Dedekind : Stetigkeit und irrationale Zahlen  (« Continuité et nombres irrationnels »). il publie ses réflexions sur la définition rigoureuse des nombres irrationnels par les coupures de Dedekind.
- Robert Angus Smith : Air and Rain: the Beginnings of a Chemical Climatology.

## Prix
- Médailles de la Royal Society
  - Médaille Copley : Friedrich Wöhler
  - Médaille royale : Thomas Anderson, Henry John Carter
  - Médaille Rumford : Anders Jonas Ångström

- Médailles de la Geological Society of London
  - Médaille Wollaston : James Dwight Dana

## Naissances

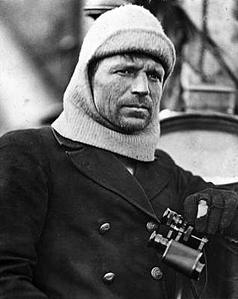
Frank Worsley

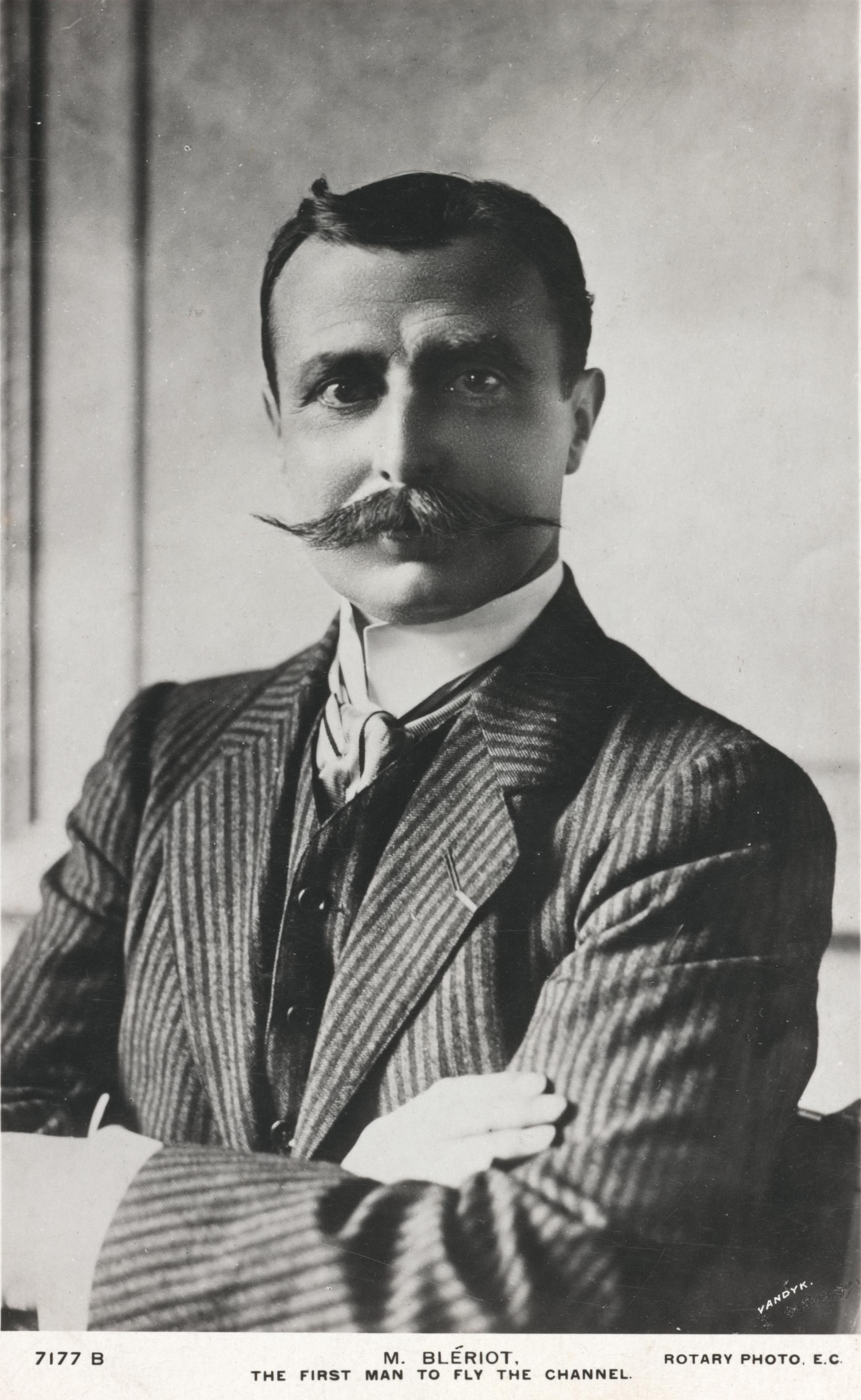
Louis Blériot

- 3 janvier : François Thureau-Dangin (mort en 1944), assyriologue, archéologue et épigraphiste français.
- 23 janvier : Paul Langevin (mort en 1946), physicien français.
- 24 janvier : Morris William Travers (mort en 1961), chimiste anglais.

- 22 février : Frank Worsley (mort en 1943), explorateur néo-zélandais.
- 23 février : Edmond Blaise (mort en 1939), chimiste et pharmacologue français.

- 22 mars : Charles Fuller Baker (mort en 1927), entomologiste, botaniste et agronome.

- 1er avril : Jules-Louis Breton (mort en 1940), inventeur  organisateur de la recherche et homme politique français.
- 12 avril : Georges Urbain (mort en 1938), chimiste français.

- 6 mai : Willem de Sitter (mort en 1934), mathématicien, physicien et astronome néerlandais.
- 10 mai : Marcel Mauss (mort en 1950), anthropologue français.
- 11 mai : Nikolai Saltykow (mort en 1961), mathématicien et historien des sciences d'origine russe.
- 18 mai : Bertrand Russell (mort en 1970), épistémologue, mathématicien, logicien, philosophe et moraliste britannique.
- 20 mai : Georges Thomann (mort en 1943), explorateur et administrateur colonial français.
- 25 mai : Nikolai Saltykow (mort en 1961), mathématicien et historien des sciences russe.
- 31 mai : 
  - Charles Greeley Abbot (mort en 1973), astrophysicien et astronome américain.

- 13 juin : Jan Szczepanik (mort en 1926), inventeur polonais.
- 27 juin : Heber Doust Curtis (mort en 1942), astronome américain.

- 1er juillet : Louis Blériot (mort en 1936), pionnier de l'aviation français.
- 16 juillet : Roald Amundsen (mort en 1928), marin et explorateur polaire norvégien.
- 21 juillet : André Chagny (mort en 1965), historien, écrivain et archéologue français.
- 23 juillet : Edward Adrian Wilson (mort en 1912), explorateur britannique.

- 8 août : Ferdinand Quénisset (mort en 1951), astronome français.
- 13 août : Richard Willstätter (mort en 1942), chimiste allemand.
- 19 août : Théophile de Donder (mort en 1957), physicien, mathématicien et chimiste belge.

- 4 octobre : Ernest Fourneau (mort en 1949), chimiste et pharmacologue français.
- 8 octobre : Kristine Bonnevie (morte en 1948), biologiste norvégienne et première femme professeur de ce pays.
- 19 octobre : Jacques E. Brandenberger (mort en 1954), chimiste et ingénieur textile suisse, inventeur de la Cellophane.

- 8 novembre : Martin Onslow Forster (mort en 1945), chimiste britannique.
- 18 novembre : Giovanni Vacca (mort en 1953), mathématicien et sinologue italien.

- 22 décembre :
  - Camille Guérin (mort en 1961), vétérinaire et biologiste français.

- Charles Elmer (mort en 1954), astronome américain, cofondateur de PerkinElmer.

## Décès

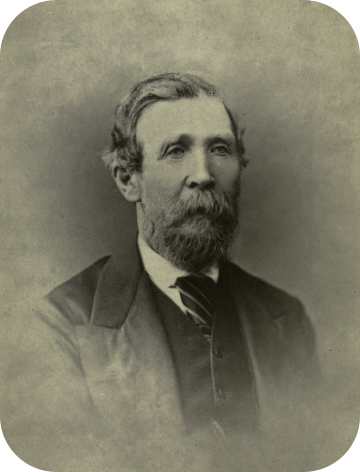
Thomas Caverhill Jerdon

- 15 mars : François Jules Pictet de La Rive (né en 1809), zoologiste et paléontologue suisse.
- 28 mars : Léopold Javal (né en 1804), banquier, homme politique et agronome français.
- 2 avril : Samuel Morse (né en 1791), inventeur américain.
- 5 avril : Paul Auguste Ernest Laugier (né en 1812), astronome français.
- 29 avril : Jean-Marie Duhamel (né en 1797), mathématicien et physicien français.
- 6 mai : George Robert Gray (né en 1808), zoologiste et écrivain britannique.
- 26 mai : William Stimpson (né en 1832), naturaliste américain.
- 12 juin : Thomas Caverhill Jerdon (né en 1811), médecin, botaniste et zoologiste britannique.
- 16 juin : William Henry Sykes (né en 1790), militaire, homme politique et ornithologue britannique.
- 12 juillet : Arnold Escher von der Linth (né en 1807), géologue suisse.
- 5 août : Charles-Eugène Delaunay (né en 1816), mathématicien et astronome français.
- 21 octobre : Jacques Babinet (né en 1794), physicien français.
- 11 novembre : François Clément Sauvage (né en 1814),  ingénieur en chef des mines et député français.
- 6 décembre : Félix Archimède Pouchet (né en 1800), biologiste français.
- 24 décembre : William Rankine (né en 1820), physicien écossais.
- 27 décembre : Emmanuel de Rougé (né en 1811), égyptologue et philologue français.